# Мавзолей: ритуальная модель
Мавзолей: ритуальная модель — арт-проект художников Ю. Шабельникова и Ю. Фесенко, осуществлённый в марте 1998 года в московской Галерее наивного искусства «Дар».

## История
Бисквитный торт был выполнен в натуральную величину и весил 80 килограмм. Его украшали 250 кремовых розочек. При работе над лицом вождя использовалась посмертная маска Ленина из коллекции таганрогской художницы Валентины Руссо.
Единственным московским галерейщиком, согласившимся осуществить в своей галерее «Дар» арт-проект «Мавзолей: ритуальная модель» в 1998 году оказался  Сергей Тарабаров. Как прокомментировал Тарабаров, «мы этой акцией сломали спекуляции вокруг Ленина. <…> После нашего торта Ленина как политической фигуры больше нет. Он стал банальным культурным знаком, как шоколадный зайчик или Дед Мороз».
Позднее Сергей Тарабаров вспоминал: «Ко мне пришли авторы. Юрий Шабельников, автор идеи, сказал, что многие галереи отказались проводить эту акцию из-за её радикальности. Я согласился, потому что в ней не было оценки Ленина: плохой он или хороший. Это мировоззренческая акция, нужна была такая ситуация, которая могла позволить нам всем расстаться с актуальностью Ленина. Ленин был актуален на протяжении всего XX века. Я сам с удовольствием носил звездочку октябренка и так далее и тому подобное. Но актуальность его прошла и перешла в разряд истории искусства. Однако спекуляции вокруг Ленина все равно происходят, некоторые пытаются активизировать его актуальность — и те, кто „за“, и те, кто „против“. Мы решили покончить со всем этим, проведя такую акцию. Но, учитывая возможную общественную реакцию, я проконсультировался с главными редакторами двух газет, с искусствоведами, с философами, с двумя священниками. Они меня успокоили. Священники не видели ничего дурного с их точки зрения. Философы и искусствоведы рассказали про некоторые обычаи других народов: в Мексике, например, есть праздник „День мертвых“. Была даже выставка большая, организованная Мексиканским посольством, ко „Дню мертвых“, где выпекались из теста образы родственников, а потом съедались, что символизировало долгую жизнь в памяти близких. Мы были очень удивлены тем, какой резонанс вызвала эта акция. Причём, журналисты, которым за 50, восприняли акцию критически, писали: „жирными пальцами жрали Ленина“ — в советском стиле… Самая сдержанная заметка была в „Правде“, там четко излагалась наша позиция и их позиция».

## Участники проекта
- Юрий Шабельников
- Юрий Фесенко
- Александр Якимович
- Борис Прудников
- Светлана Малышева
- Юрий Хоровский

## Галерея

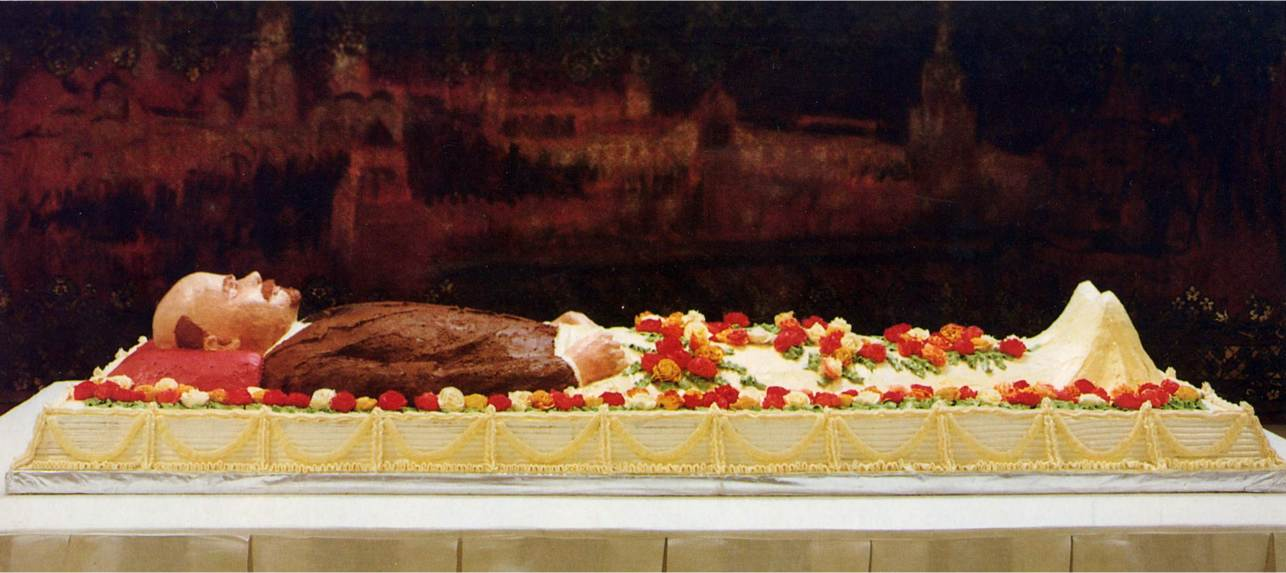
Торт «Ленин»
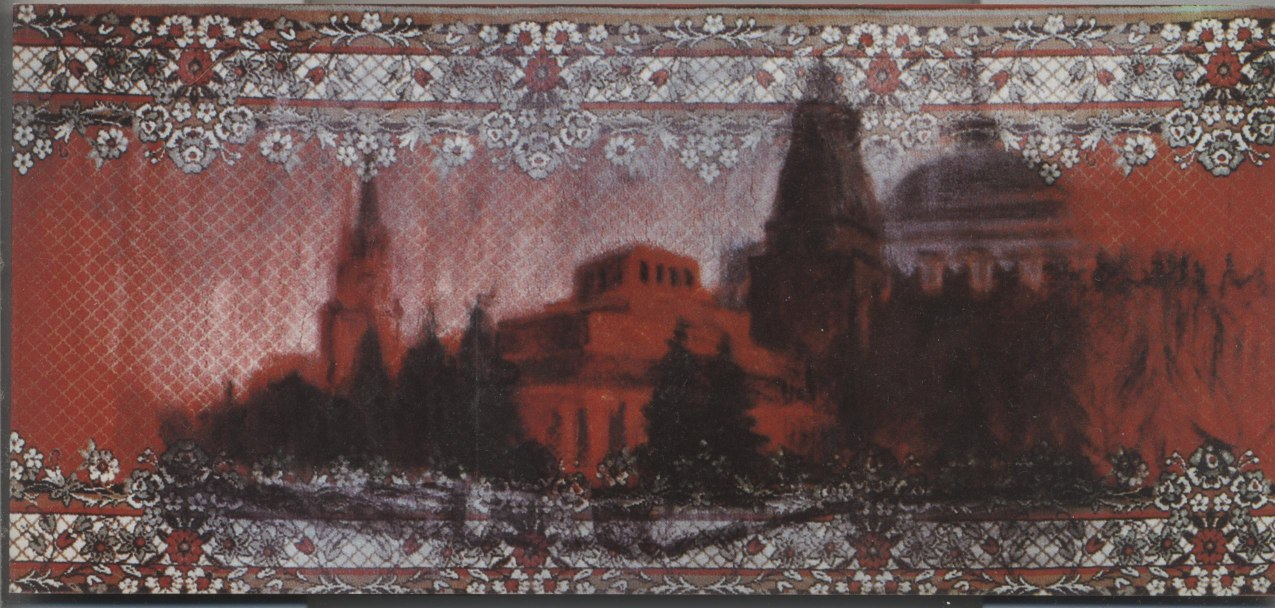
Ковровая дорожка
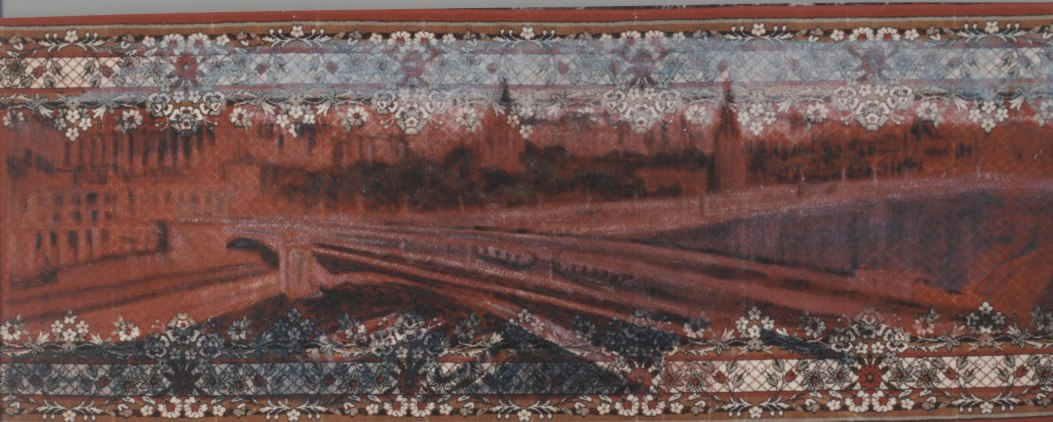
Ковровая дорожка

## Интересные факты
- Депутат Государственной Думы Сергей Бабурин, получив приглашение на эту выставку, ответил телеграммой, в которой отказался от полученного приглашения, сославшись на то, что «к людоедам себя никогда не причислял». Более того, Бабурин предлагал включить в повестку дня сессии Государственной Думы вопрос о состоявшейся «акции» и дать ей оценку[10].
- Поэт Иван Савельев опубликовал в газете «Советская Россия» стихотворение по поводу, в котором были строчки: «Я уже позабуду едва ли, / Будет сниться и ночью и днем, / Как вы Ленина четвертовали, / Набивая желудки вождем».
- В апреле 2017 года был опубликован анимационный клип группы Ляпис-98 (Сергей Михалок), в котором присутствует визуальная цитата из проекта «Мавзолей: ритуальная модель»[11].